# 大阪市立栄小学校
大阪市立栄小学校（おおさかしりつ さかえしょうがっこう）は、大阪市浪速区にある公立小学校。

## 概要
1872年7月2日（旧暦。新暦では同8月5日）に創立し、浪速区では歴史の古い小学校の一つである。
校地は南区西浜南通3丁目（現在の浪速区浪速西3丁目、浪速西公園の場所）、浪速区栄町5丁目（現在の浪速西3丁目）を経て、1975年に浪速区木津川町3丁目（現在の木津川2丁目）に移転し、さらに2014年に現在地の浪速区浪速東1丁目・もと浪速青少年会館敷地に移転した。
浪速西3丁目の旧敷地・旧校舎は、1985年から2020年にかけてリバティおおさか（大阪人権博物館）として使用されたのち、リバティおおさかの休館後は更地となっている。また木津川2丁目の旧敷地は、改修の上で2015年より大阪市立難波特別支援学校（現在は大阪府立難波支援学校）の移転用地として転用されている。また難波特別支援学校の高等部職業学科新設構想を発展させる形で独立校として開校することになった大阪府立なにわ高等支援学校も、木津川2丁目の旧敷地に開校している。

## 沿革

### 学校創立
当時の西成郡渡辺村（1871年大坂三郷西大組への編入を経て、1887年再び西成郡に移管され、1889年町村制実施で西成郡西浜町）の住民が1871年9月に学校設置の要望を出した。これを受け、翌1872年に西大組第二十二区栄町・徳浄寺境内にて西大組第二十二区小学校として開校した。1875年9月に竣工した校舎は、学校の記念誌によると当時日本一と称されたと記されている。
学校制度の変遷により、公立栄小学校、栄尋常小学校などと名称変更するなどした。その間の1890年には栄簡易小学校を併設したが、その後廃止されている。1893年には西成郡栄尋常高等小学校と称した。
西浜町は1897年4月、大阪市の第一次市域拡張により大阪市（南区、1925年分区で浪速区）に編入された。これに伴い大阪市栄尋常高等小学校と称している。
1908年には南区西浜南通3丁目（現在の浪速区浪速西3丁目10番、浪速西公園）に第2期校舎が竣工し、移転した。さらに1928年には、浪速区栄町5丁目25-2（現在の浪速区浪速西3丁目6番）に、栄家政女学校などとの合同校舎となる第3期校舎が竣工し移転した。
1934年には高等科を男子のみとし、高等科の女子は恵美第三尋常高等小学校へ統合し転出させた。
1934年9月21日には、室戸台風による暴風雨で校舎が倒壊する被害を受けている。

### 栄第二（東栄）小学校
児童数の増加により、1922年には栄小学校より分離する形で、南区木津北島町に大阪市栄第二尋常小学校（のち東栄国民学校）を設置した。栄第二尋常小学校の場所は現在の浪速区浪速東1丁目にあたり、戦後は浪速青少年会館として使用されたのち、2014年以降は現在の栄小学校が移転して使用している。
栄第二尋常小学校の開校に伴い、従来の栄尋常高等小学校は大阪市栄第一尋常高等小学校へと改称している。
栄第二小学校の所在地付近はもともと西浜町ではなく隣接する木津村であり、大阪市編入後も南区木津北島町と呼ばれていた。
昭和時代初期までの大阪市は学区制を敷いていた。ここでの学区制は「校区・通学区域」の意味とは異なり、市内を小学校運営費用負担区域（学区）に分け、小学校設置・運営に関わる諸費用は大阪市の直営ではなく地域の財産として運営する仕組みのことを指す。現在の浪速区界隈では大阪市編入前の旧町村ごとに学区を設置してそれぞれ学校運営にあたっていた。
木津北島町の児童は、本来は木津学区（旧木津村）の小学校（現在の敷津小学校・大国小学校）へ通学することになっていた。
しかし木津北島町周辺の人口の急増は栄学区（旧西浜町）の膨張による要因が大きいことを背景に、木津学区では同地区在住児童に栄小学校への就学をすすめた。一方で栄学区では、学区外にあたる同地域からの栄小学校への受け入れが困難だった。また地域に貧困層が集住していた背景もあり、地域での児童の不就学の状況が目立つようになっていた。
不就学を解消するために1921年に木津北島町を栄学区に編入し、小学校を増設することにした。翌1922年に増設された小学校が栄第二小学校にあたる。

### 有隣小学校
栄小学校校区の近隣では、労働に従事して通学できない状況にあった児童向けの夜間小学校として、1911年6月に有隣小学校が開校している。有隣小学校は、当初は木津北島町の民家3軒を仮校舎として借用して開校したが、1912年に栄町に校地を確保して新築移転した。有隣小学校の場所は今宮駅の西側、現在の浪速区浪速東3丁目、大阪市立浪速第1保育所および市営住宅付近にあたる。
大阪市教育委員会は2016年、有隣小学校の旧敷地を「大阪市顕彰史跡 第218号 有隣学校跡」に指定し、浪速第1保育所前に顕彰・解説パネルを設置している。
明治時代後期の1900年代前後から、産業革命の進展により近代産業が発達して都市化・近代化が進む一方、貧困層を生み出し、都市の周縁部に貧困層が集住する地域が生まれるなどの側面も顕在化するようになった。大阪市では、昼間に労働に従事することによって、通学できずに教育の機会が奪われる形になっていた児童への対応が検討されるようになった。
その社会情勢を受けて、当時の難波警察署長が学校設置構想を出し、地域で皮革業を営んでいた新田長次郎ら地域の篤志家が寄付金を出して、有隣小学校の開校にこぎ着けている。有隣小学校の校名は、『論語』の「徳は孤ならず、必ず隣有り」より採用されている。
有隣小学校の事業は、大阪市内の他地域に同様の条件で設置されたほかの夜間小学校とともに、民間の社会事業として先駆的な役割を果たしたと評価されている。
有隣小学校は私立学校として発足したが、1922年に大阪市に移管された。1927年には有隣勤労学校に改編され、小学校に準じた課程を持つ各種学校として運営されることになった。

### 国民学校
1941年の国民学校令施行により、従来の栄第一尋常高等小学校は栄国民学校に、栄第二尋常小学校は東栄国民学校にそれぞれ改称している。
大阪市では国民学校への改編の際、従来「地域名＋創立順の番号」で命名されていた学校の校名については番号での校名を廃し、地名などを取り入れた学校名へと一斉に変更する方針をあわせて出している。これに伴い、栄国民学校および東栄国民学校の校名となった。
また有隣勤労学校も1941年に国民学校に改編され、有隣国民学校と称した。有隣国民学校は1944年5月に南栄（なんえい）国民学校へと改称した。
太平洋戦争の戦局悪化により、1944年以降大阪市など大都市の国民学校児童について学童疎開が実施されることになった。疎開方法は縁故での疎開を原則としたもの、縁故疎開できない児童については学校単位で集団疎開を実施することになった。大阪市での学童集団疎開においては、疎開先の府県は各行政区ごとに割り当てられ、浪速区の国民学校では滋賀県への疎開が決定した。1944年9月以降、栄国民学校の児童は野洲郡守山町（現在の守山市）へ、また東栄国民学校の児童は滋賀郡坂本村（現在の大津市坂本地区）および雄琴村（現在の大津市雄琴地区）へと疎開している。一方で南栄国民学校については、貧困層の児童が多く疎開費用が支払えない家庭も多くあったこともあり、大阪市内で唯一集団疎開の実施が見送られた。
浪速区は1945年の大阪大空襲で大きな被害を受けた。同年3月13日から翌3月14日の第一次大阪大空襲では、東栄・南栄両校の校舎が全焼した。空襲被害を受け、東栄国民学校は大国国民学校を間借りする形になった。また南栄国民学校は栄国民学校を間借りして同居する形になった。
さらに1945年6月には、浪速区の国民学校の高等科を南栄国民学校に集約する形で、南栄国民学校を高等科単独の国民学校とした。南栄国民学校の初等科児童は栄国民学校に編入している。また栄国民学校は、高等科を南栄国民学校に移管する形となり、初等科単独とした。
終戦後の1946年には東栄・南栄の両校を休校（のち正式に廃校）として栄国民学校へ統合している。

### 学制改革以降
1947年の学制改革により、大阪市立栄小学校となった。
1975年には浪速区木津川町3丁目50-2（1980年住居表示実施で浪速区木津川2丁目3番30号）の第4期校舎に移転している。当時の校地は約4万6700平方メートル、建物延べ面積は3万1200平方メートルと、平均的な大阪市立小学校4校強に相当する広さを持っていた。廊下の幅は7メートル、劇場のような講堂、広大な体育館、1000人収容の食堂、運動場には200メートルトラックを完備し、日本一の小学校といわれた。
一方で栄小学校は児童数の減少傾向が続き、2000代後半時点では1学年1学級の単学級校となり、児童数も百数十人となった。
学校規模と比較して校地が広すぎるため空き教室が30教室以上になっていたことで、学校の施設管理・児童の安全管理の面でも支障が指摘されるなどした。そのため学校規模に見合った敷地で効率的な教育活動をおこなうことなどを目的に、栄小学校を2013年4月にもと浪速青少年会館敷地（浪速東1丁目）に縮小移転させる計画が、2010年8月に大阪市教育委員会から発表された。従来の栄小学校敷地は、改修・整備の上で2014年度より、入学者の増加による学校過密化が問題化している大阪市立難波特別支援学校を拡充移転させる予定となっていた。
もと浪速青少年会館は一部を栄小学校敷地予定地にして残りを売却することにした。しかし売却予定地での土壌汚染が見つかった。汚染状況の調査のため、栄小学校の移転時期は当初予定より9ヶ月遅れ、2014年1月1日付での移転へと変更された。これに伴い難波特別支援学校の移転も2015年4月に変更された。

### 年表
- 1871年 - 当時の渡辺村住民が、小学校設置の願いを出す。
- 1872年7月2日 - 徳浄寺境内にて西大組第二十二区小学校として開校。
- 1875年9月 - 第1期校舎完成。
- 1878年 - 第2中学区西区公立栄小学校となる。
- 1879年 - 西成郡公立栄小学校となる。
- 1887年 - 西成郡栄尋常小学校と改称。
- 1893年4月1日 - 西成郡栄尋常高等小学校と改称。
- 1897年 - 西浜町の大阪市への編入により、大阪市栄尋常高等小学校と改称。
- 1908年 - 第2期校舎が完成し、南区西浜南通3丁目（現在の浪速区浪速西3丁目）に移転。
- 1911年6月 - 地域の篤志家により、私立有隣小学校が開校。
- 1922年 - 大阪市栄第一尋常高等小学校と改称。栄第二尋常小学校を分離新設。有隣小学校を大阪市に移管。
- 1927年 - 有隣小学校を有隣勤労学校に改編。
- 1928年 - 第3期校舎が完成し、浪速区栄町5丁目（現在の浪速西3丁目）に移転。
- 1934年9月21日 - 室戸台風による暴風雨で校舎が倒壊[3]。
- 1941年4月1日 - 国民学校令により、大阪市栄国民学校と改称。栄第二尋常小学校は東栄国民学校、有隣勤労学校は有隣国民学校となる。
- 1944年5月20日 - 有隣国民学校は南栄国民学校に改称。
- 1944年9月4日 - 栄・東栄の両校、滋賀県へ学童集団疎開。
- 1945年3月 - 第一次大阪大空襲により、東栄・南栄両校の校舎焼失。
- 1946年 - 戦災により東栄国民学校・南栄国民学校を統合。
- 1947年4月1日 - 学制改革により、大阪市立栄小学校と改称。
- 1972年 - 校歌制定。
- 1975年 - 浪速区木津川町3丁目（現在の浪速区木津川2丁目）の第4期校舎に移転。
- 1979年 - 立葉小学校の通学区域の一部を栄小学校校区に編入。
- 2000年 - 大阪市教育委員会から総合的な学習の時間の研究校に指定され、研究発表を実施。
- 2004年 - 文部科学省から学力向上フロンティアスクール実施校に指定され、研究発表を実施。
- 2005年 - 文部科学省から「伝え合う力を養う調査研究事業」研究校に指定され、研究発表を実施。
- 2014年1月 - 浪速区浪速東1丁目（現在地）の第5期校舎に移転[15]。

## 通学区域
- 大阪市浪速区 浪速西1-4丁目、浪速東1-3丁目、芦原2丁目（一部）、久保吉1丁目（一部）、木津川2丁目（一部） 
  - 卒業生は大阪市立難波中学校へ進学する。

## 交通
- 大阪シティバス 浪速東一丁目バス停。
- 大阪環状線芦原橋駅 南東へ約250m。
- 南海汐見橋線芦原町駅 南東へ約550m。